# Компанігандж (упазіла, Сілхет)
Компаніга́ндж (бенг. কোম্পানীগঞ্জ, англ. Companiganj) — одна з 11 упазіл зіли Сілхет регіону Сілхет Бангладеш, розташована на північному заході зіли.
Населення — 113 783 особи (2008; 85 169 в 1991).

## Адміністративний поділ
До складу упазіли входять 6 вардів:
| Зіла             | Площа, км² | Населення, осіб (2008) |
| ---------------- | ---------- | ---------------------- |
| Іслампур-Пасчім  | -          | 23031                  |
| Іслампур-Пурба   | -          | 27165                  |
| Ішакалас         | -          | 14962                  |
| Ранікхалі-Дакшін | -          | 16625                  |
| Ранікхалі-Уттар  | -          | 13540                  |
| Телікхал         | -          | 18460                  |